# Rudolph the Red-Nosed Reindeer (película de 1964)
Rudolph the Red-Nosed Reindeer (Rudolf el reno de la nariz roja en Latinoamérica y España) es un especial de televisión de animación stop motion navideña de 1964, producido por Videocraft International, Ltd. (más tarde conocido como Rankin/Bass Productions) y actualmente distribuido por Universal Television. Se emitió por primera vez el domingo 6 de diciembre de 1964 en la cadena de televisión NBC en los Estados Unidos y fue patrocinado por General Electric bajo el título general de The General Electric Fantasy Hour. El especial se basó en la canción de Johnny Marks "Rudolph the Red-Nosed Reindeer" que se basó en el poema del mismo nombre escrito en 1939 por el cuñado de Marks, Robert L. May. Desde 1972, el especial se ha emitido en CBS; la red dio a conocer una versión remasterizada digitalmente en alta definición del programa en 2005.
Al igual que con A Charlie Brown Christmas y How the Grinch Stole Christmas, Rudolph ya no se transmite solo una vez al año, sino varias veces durante la temporada navideña y festiva. Se ha transmitido todos los años desde 1964, lo que lo convierte en el especial de televisión navideño de mayor duración de forma continua. El 50 aniversario del especial de televisión se celebró en 2014, y el Servicio Postal de los Estados Unidos emitió una serie de sellos postales con Rudolph el 6 de noviembre de 2014.

## Trama
Sam, el Muñeco de Nieve narra la historia, que tiene lugar en Christmastown en el Polo Norte, cuatro años antes de la gran tormenta de nieve que casi cancela la Navidad. Donner, el reno líder de Santa, y su esposa tienen un nuevo cervatillo llamado Rudolph. Se sorprenden al ver que ha nacido con una nariz roja brillante. Cuando llega Santa, le advierte a Donner que Rudolph no entrará en el equipo de trineos debido a su nariz. Entonces, Donner lo cubre con barro para que Rudolph encaje con el otro reno.
El año que viene, Rudolph sale a los juegos de renos, donde los nuevos cervatillos aprenden a volar y son explorados por Santa para futuros trabajos de trineo. Rudolph conoce a una cierva llamada Clarice, quien le dice que es lindo, haciendo volar a Rudolph. Mientras celebra con los otros renos, la nariz falsa de Rudolph se desprende, lo que hace que los otros renos se burlen de él y el entrenador Cometa, lo expulsa. Rudolph conoce y se une a Hermey, un elfo inadaptado que huye del taller de Santa porque quiere ser dentista en lugar de hacer juguetes. Conocen a Yukon Cornelius, un prospector que se ha pasado la vida buscando plata y oro. Después de escapar del Abominable Monstruo de las Nieves, aterrizan en la Isla de los Juguetes Inadaptados, donde los juguetes no amados o no deseados viven con su gobernante, un león alado, llamado King Moonracer que trae los juguetes a la isla hasta que pueda encontrar hogares y niños que los amarán. El rey les permite quedarse una noche en la isla y les pide que le pidan a Santa que les busque un hogar. Rudolph se va solo, preocupado de que su nariz ponga en peligro a sus amigos.
Pasan tres años y Rudolph es ahora un joven ciervo. Después de regresar a casa y descubrir que sus padres y Clarice lo han estado buscando, viaja a la cueva del Abominable, donde están cautivos. Rudolph intenta rescatar a Clarice, pero el monstruo lo hiere con una estalactita. Aparecen Hermey y Yukon; Hermey saca al monstruo de la cueva imitando el sonido de un cerdo, y le saca todos los dientes después de que Yukon lo noquea. Yukon empuja al monstruo desdentado hacia atrás por un acantilado y cae con él.
Rudolph, Hermey, Clarice y los Donner regresan a casa donde todos se disculpan con ellos. Santa le promete a Rudolph que encontrará un hogar para los Juguetes Inadaptados; el elfo principal le dice a Hermey que puede abrir su propio consultorio dentista una semana después de Navidad; y Donner se disculpa por ser duro con Rudolph. Yukon regresa con un Abominable domesticado, ahora entrenado para podar un árbol de Navidad, y explica que la capacidad de rebote del monstruo les salvó la vida. Llega la víspera de Navidad y mientras todos celebran, Santa anuncia que se acerca una gran tormenta de nieve, lo que lo obliga a cancelar la Navidad. Cegado por la nariz brillante de Rudolph, cambia de opinión y le pide a Rudolph que dirija el trineo. Rudolph acepta, y su primera parada es la Isla de los juguetes inadaptados, que entregan en paracaídas.

## Elenco
- Burl Ives como Sam el Muñeco de nieve.
- Larry Mann como Yukon Cornelius.
- Billie Richards como Rudolph.
- Paul Soles como Hermey.
- Stan Francis como Santa Claus y King Moonracer.
- Alfie Scopp como Fireball, varios elfos masculinos y Charlie-in-the-Box.
- Janis Orenstein como Clarice.
- Paul Kligman como Donner y el entrenador Comet.
- Carl Banas como el elfo principal y varios juguetes inadaptados.
- Corinne Conley como Dolly / Sra. Donner.
- Peg Dixon como la Sra. Claus.

## Producción
El especial de televisión, con la letra de Romeo Muller, presentó varios personajes nuevos inspirados en la letra de la canción. Muller le dijo a un entrevistador poco antes de su muerte que hubiera preferido basar la obra para televisión en el libro original de May, pero no pudo encontrar una copia. Aparte de Burl Ives, todos los personajes fueron interpretados por actores canadienses grabados en los estudios de RCA en Toronto bajo la supervisión de Bernard Cowan.
Rankin y Bass eligieron a los actores de doblaje canadienses por dos razones. Primero, mientras que los últimos dramas de radio en los EE. UU. habían terminado la producción unos años antes, muchos todavía se producían en Canadá, lo que brindaba a los productores una gran cantidad de talentos para elegir. En segundo lugar, Rankin y Bass, que se estiraron financieramente al hacer Tales of the Wizard of Oz unos años antes, habían podido completar esa serie solo debido a los costos laborales más bajos en Canadá. 
Las partes de Ives se grabaron más tarde. Él y su personaje se agregaron al elenco justo antes del final de la producción, después de que NBC y General Electric, el patrocinador del programa, le pidieran a Rankin y Bass que agregaran un nombre familiar al público para el elenco. El diseñador de personajes Antony Peters intencionalmente hizo que el personaje de Sam the Snowman se pareciera a Ives. 
Después de la secuencia de comandos, el concepto diseña y guiones gráficos para Rudolph fueron realizadas por Arthur Rankin Jr. y su equipo de artistas en Rankin/Bass en la ciudad de Nueva York. El proceso de animación stop motion de marca registrada de la compañía, conocido como "Animagic", fue filmado en MOM Productions en Tokio con la supervisión de Tadahito Mochinaga y la dirección asociada de Kizo Nagashima. Además de Rudolph, Mochinaga y el resto del personal japonés de animación de títeres también son conocidos por su asociación con Rankin/Bass en sus otras producciones animagicas casi a lo largo de la década de 1960, desde Las nuevas aventuras de Pinocho hasta Willy McBean y su máquina mágica, a The Daydreamer y Mad Monster Party?.
En la producción original, Billie Mae Richards, quien hizo la voz de Rudolph, fue acreditada como "Billy Richards" ya que Rankin y Bass no querían revelar que una mujer había hecho el papel. El nombre del titiritero Antony Peters también estaba mal escrito.

## Consecuencias
Dado que los involucrados en la producción no tenían idea del valor futuro de las figuras de títeres stop-motion utilizadas en la producción, muchas no se conservaron. Rankin afirmó en 2007 estar en posesión de una figura original de Rudolph. Se entregaron otras nueve marionetas, entre ellas Santa y el joven Rudolph, a una secretaria, que se las dio a los miembros de la familia. Finalmente, se descartaron siete. En 2005, los dos títeres restantes de Rudolph y Santa fueron evaluados en Antiques Roadshow; el episodio se emitió en 2006 en PBS. En ese momento, su valor de tasación estaba entre $ 8,000 y $ 10,000. Los títeres habían sido dañados por años de manejo rudo por parte de niños y almacenamiento en un ático. El aficionado a los juguetes Kevin Kriess compró Santa and Rudolph en 2005; En 2007, Screen Novelties, un colectivo de directores de cine con sede en Los Ángeles que se especializa en animación stop-motion, restauró ambos títeres, con el fabricante de títeres Robin Walsh a la cabeza del proyecto. Las cifras se han mostrado en convenciones desde entonces; se espera que se subasten en noviembre de 2020. Las figurillas se vendieron con éxito en una subasta el 13 de noviembre, obteniendo un precio de venta de 368.000 dólares, duplicando el rendimiento esperado. 
Ives, y desde su muerte en 1995 su patrimonio, recibió residuos anuales del programa, el único actor que lo hizo. "Este negocio de los residuos era nuevo para nuestro sindicato, que no era tan fuerte como SAG u otros en los Estados", recordó Soles en 2014. Él, Richards y las otras voces principales del elenco recibieron solo mil dólares sobre el tres años después de la emisión original del especial; en algunos años desde entonces ha ganado $ 100 millones. Aunque Richards dijo en 2000 que su compensación era un "tema delicado" para ella, no tenía quejas sobre el trabajo en sí. "Me siento muy afortunada de tener algo que ha tenido tanto impacto en la gente, y es principalmente por la historia".

## Números musicales
1. "Jingle, Jingle, Jingle" - Santa Claus.
2. "We Are Santa's Elves" (Somos los elfos de Santa) - Elfos.
3. "There's Always Tomorrow" (Siempre hay un mañana) - Clarice.
4. "We're a Couple of Misfits" (Somos un par de inadaptados) - Rudolph y Hermey.
5. "Plata y oro" - Sam el Muñeco de nieve.
6. "The Most Wonderful Day of the Year" (El día más maravilloso del año) - Los Juguetes Inadaptados.
7. "A Holly Jolly Christmas" - Sam el muñeco de nieve.
8. "Rudolph the Red-Nosed Reindeer" - Sam el Muñeco de nieve.

## Versiones

### Edición de 1964 Transmisión original de NBC
Esta versión tiene el pavo real de "colores vivos" de NBC en la introducción. Incluye los créditos finales originales, donde un elfo deja caer presenta que enumeran todos los créditos técnicos. También incluye comerciales que eran exclusivamente para pequeños electrodomésticos de GE con algunos de los mismos duendes animados del programa principal que presentan cada uno de los productos y cierran los bumpers de la red NBC, incluidas promociones para los episodios de la semana siguiente de GE College Bowl y Meet the Press. que presumiblemente se adelantaron ese domingo para la transmisión inaugural de las 5:30 pm (EST). El programa de concursos de College Bowl también fue patrocinado por GE. El original no incluye a Santa viajando a la isla de los Juguetes Inadaptados (Misfit Toys), pero sí incluye una escena cerca del final del especial en la que Yukon Cornelius descubre una mina de menta cerca del taller de Santa. Se le puede ver durante todo el especial lanzando su pico al aire, oliendo y luego lamiendo el extremo que entra en contacto con la nieve o el hielo. La eliminación del segmento de menta en 1965, para dejar espacio para que Papá Noel viaje a la Isla de Misfit Toys, deja a la audiencia asumiendo que Cornelius estaba tratando de encontrar plata u oro solo por gusto.

### 1965-1997 transmisiones por televisión
La transmisión de 1965 también incluyó un nuevo dueto entre Rudolph y Hermey llamado "Fame and Fortune", que reemplazó una escena en la que los mismos personajes cantaron "Somos una pareja de inadaptados". Los espectadores del especial de 1964 se quejaron de que no se mostraba a Santa cumpliendo su promesa a los Misfit Toys (Juguetes inadaptados) (para incluirlos en su entrega anual de juguetes). Como reacción, se produjo una nueva escena para retransmisiones posteriores con Santa haciendo su primera parada en la isla para recoger los juguetes. Este es el final que se ha mostrado en todas las transmisiones y lanzamientos de videos desde entonces. Hasta algún momento de la década de 1970, el especial salió al aire sin cortes adicionales, pero finalmente la cadena requirió más tiempo comercial. En 1978, se eliminaron varias secuencias para dar lugar a más publicidad: el puente instrumental de "We Are Santa's Elves" con la orquesta de elfos, diálogo adicional de Burl Ives y la escena "Peppermint Mine" que resuelve el destino de Yukon Cornelius. [8] La restauración del especial de 1993 vio a "Misfits" volver a su contexto cinematográfico original, y el lanzamiento del DVD de 2004 muestra "Fame and Fortune".

### 1998-2004 CBS transmisiones por televisión
La mayoría de las eliminaciones de 1965 se restauraron en 1998, y "Fama y fortuna" fue reemplazada por la repetición original de "Somos un par de inadaptados". Se insertó una pequeña diapositiva que decía "Rankin/Bass Presents" al comienzo del especial para reflejar el cambio de nombre de la empresa.

### Transmisiones de 2005 hasta el presente
A partir de 2005, CBS comenzó a utilizar el metraje de la escena "Fame and Fortune" con la banda sonora reemplazada por una versión editada apresuradamente de "Somos una pareja de inadaptados". El especial también se ha editado para dedicar más tiempo a la publicidad comercial.

### Edición de 2019-presente Transmisión en formato libre y regreso a NBC
En mayo de 2019, se anunció que Freeform transmitirá el especial como parte de su alineación anual de 25 días de Navidad por primera vez, junto con Frosty the Snowman. Más tarde se reveló que el acuerdo no era un acuerdo de derechos exclusivos, ya que CBS retuvo sus derechos de transmisión para transmitir el especial dos veces bajo una licencia separada con Classic Media/Universal hasta 2024 tras su regreso a NBC después de 50 años. CBS mostraba la versión que han tenido desde 2005, mientras que las transmisiones de Freeform y NBC reinsertan gran parte del material eliminado o cambiado de las transmisiones de CBS, como la versión original de "Somos un par de inadaptados", así como la "Mina de menta". escena, por lo que es la primera vez que la última escena se ve en televisión desde la transmisión original. La impresión de Freeform y NBC del especial también tiene el logotipo de Universal Pictures de 2012 antes de la película, debido a su compra del propietario de Classic Media, DreamWorks Animation, en 2016.

## Medios domésticos
Cuando Rudolph the Red-Nosed Reindeer fue lanzado por primera vez en VHS y Laserdisc por Family Home Entertainment bajo licencia de Broadway Video de 1989 a 1996 bajo la etiqueta Christmas Classics Series, se utilizó la impresión de retransmisión de 1965 descrita anteriormente. Fue relanzado en 1997 por Family Home Entertainment bajo licencia de Golden Books Family Entertainment. Utilizaba la misma impresión, pero con el logotipo de GBFE al final en lugar del logotipo de Broadway Video. Todas las impresiones de video actuales de Rudolph por Classic Media son un compendio de las dos versiones televisivas anteriores del especial. Todas las imágenes de las versiones actuales siguen la transmisión original de NBC de 1964 (sin los comerciales originales de GE) hasta la escena de "Peppermint Mine", seguida del acto final de la edición de 1965 (con el final de Island of Misfit Toys y la versión alternativa de 1965 créditos en lugar de la secuencia original de créditos finales).
En 1998, el especial fue relanzado en VHS por Sony Wonder bajo licencia de Golden Books Family Entertainment. En 1999, el especial fue lanzado por primera vez en DVD por las dos compañías. En 2010, el especial fue lanzado por primera vez en Blu-ray por Vivendi Entertainment. Esta edición ha estado disponible en forma de color original por los antiguos titulares de derechos Classic Media, (que en 2012 se convirtió en la división DreamWorks Classics de DreamWorks Animation, y finalmente en 2016, parte de Universal Pictures) Como se mencionó anteriormente, esta es también la versión que se había emitido anteriormente en CBS, aunque en forma editada para adaptarse a más tiempo comercial. En noviembre de 2014, relanzaron el especial en una edición del 50 aniversario en Blu-ray y DVD. La misma edición de Blu-ray del 50 aniversario fue lanzada con un libro de cuentos exclusivo; esto solo se vendió en Walmart. Universal Pictures Home Entertainment relanzó el especial nuevamente en DVD y Blu-ray en 2018.

## Banda sonora
Las canciones fueron escritas por Johnny Marks, con el director musical Maury Laws componiendo la partitura incidental. Además de las canciones escritas específicamente para la película, varios de los estándares festivos de Marks pueblan la partitura instrumental, entre ellos "Rockin 'Around the Christmas Tree" y "I Heard the Bells on Christmas Day". Muchas de las canciones se utilizan en la partitura como temas musicales para personajes e ideas recurrentes, como "Silver and Gold" (para Yukon Cornelius), "Jingle, Jingle, Jingle" (Santa) y "Siempre hay un mañana". Algunos de estos temas se modifican con fines dramáticos, en particular los del Abominable Monstruo de las Nieves, que tiene varios temas entrelazados; un motivo primario, indicado por latón y una clave de fa menor; un tema de persecución modulante dirigido por tack piano; un tema de ataque tritonal que combina los dos últimos; y finalmente la canción eliminada "The Abominable Snow Monster", a la que se alude melódicamente durante una escena en la cueva de Abominable. Ninguna parte de la banda sonora original de la película ha sido lanzada.
En 1964, se lanzó un LP de la banda sonora en Decca Records. Contenía diferentes mezclas de las canciones originales interpretadas como están en el especial, con la excepción del material de Burl Ives, que ha sido regrabado. MCA Special Products lanzó la banda sonora en CD en junio de 1995. Es una duplicación exacta del LP original lanzado en 1964. Las pistas 1-9 son las selecciones de bandas sonoras remezcladas, mientras que las pistas 10-19 son las mismas canciones interpretadas por Decca Concert Orchestra. La canción "Fame and Fortune" no está incluida en ninguna de las versiones. El 30 de noviembre de 2004, la banda sonora fue certificada como Oro por la Recording Industry Association of America por vender más de 500.000 copias.
Ives volvió a grabar "A Holly Jolly Christmas", con diferentes arreglos, para el lanzamiento del sencillo de la canción en 1964. Esta versión, junto con una versión similar recientemente grabada de "Rudolph the Red-Nosed Reindeer", fue lanzada al año siguiente en su álbum de 1965 Have a Holly Jolly Christmas.

## Mercadotecnia
En algunos casos, los libros y otros artículos relacionados con el programa han escrito mal "Hermey" como "Herbie". Rick Goldschmidt, quien escribió Rudolph the Red-Nosed Reindeer: The Making of the Rankin/Bass Holiday Classic, dice que los guiones de Romeo Muller muestran que la ortografía es "Hermey".
Un videojuego de Rudolph the Red-Nosed Reindeer fue lanzado el 9 de noviembre de 2010. La adaptación fue publicada por Red Wagon Games para Wii y Nintendo DS, y fue desarrollada por High Voltage Software y Glyphic Entertainment respectivamente. La versión de Wii fue mal recibida y obtuvo críticas extremadamente negativas de sitios como IGN que le dieron un 1.5/10. 

## Recepción
Rudolph the Red-Nosed Reindeer recibió una calificación de aprobación del 95% en el sitio web del agregador de reseñas Rotten Tomatoes, basado en trece reseñas, con una calificación promedio de 9.37/10. El consenso crítico del sitio dice: "Rudolph, el reno de nariz roja es una joya de la marea navideña que estalla con una iconografía deslumbrante, una banda sonora animada y una celebración conmovedora de la diferencia". En diciembre de 2018, una encuesta de Hollywood Reporter/Morning Consult que encuestó a 2.200 adultos del 15 al 18 de noviembre de 2018, nombró a Rudolph the Red-Nosed Reindeer como la película navideña más querida, y el 83 por ciento de los encuestados tuvo una respuesta generalmente favorable al título.

## Secuelas
El especial de Rankin/Bass inspiró numerosas secuelas de televisión realizadas por el mismo estudio:
- Rudolph's Shiny New Year (1976), un especial que se emitió por primera vez en ABC y todavía se emite anualmente tanto en ABC como en Freeform.
- Rudolph and Frosty's Christmas in July (1979), un especial de largometraje que emparejó a Rudolph con el personaje inspirado en la canción Frosty the Snowman.
- Rudolph the Red-Nosed Reindeer and the Island of Misfit Toys (2001), una película animada por computadora directo a video. Lanzado por un equipo que produjo una película de Rudolph no relacionada en 1998, ni Rankin/Bass ni sus compañías descendientes participaron en su producción.
- Rudolph the Red-Nosed Reindeer - Atracción 4D (2016), una fiel adaptación de la historia en stop motion de 10 minutos en forma de película 4D para SimEx-Iwerks; producido por Bent Image Lab y dirigido por Chel White.
- TEAM Rudolph and the Reindeer Games (2018), una adaptación al cortometraje del libro del mismo nombre, apareció en el lanzamiento en Blu-ray 2018 de la película original.

## En la cultura popular
La familiaridad del especial de televisión con el público estadounidense a través de sus retransmisiones anuales, junto con su primitiva animación stop-motion que es fácil de recrear con tecnología moderna y el estado de copyright ambiguo del especial, se ha prestado a numerosas parodias y homenajes a lo largo de los años.

### Películas de Corky Quakenbush
El animador Corky Quakenbush ha producido parodias de Rudolph para varios programas de televisión estadounidenses:
- En su episodio del 16 de diciembre de 1995, la serie de comedia MADtv de Fox Network emitió "Raging Rudolph", que también parodiaba las películas de Martin Scorsese. En él, Sam The Snowman narra con una voz similar a la de Joe Pesci cómo Rudolph y Hermey se vengaron violentamente al estilo de la mafia de sus torturadores. Esto fue seguido por dos secuelas: "El Reinfather", spoofing El padrino trilogía y "un paquete de regalos de ahora", spoofing Apocalypse Now.
- Un episodio de 2001 de That '70s Show, titulado "An Eric Forman Christmas", presentó una trama secundaria en la que sus amigos se burlaban de Kelso por seguir viendo "programas para niños" como Rudolph a pesar de que estaba en la escuela secundaria. Una secuencia de sueños producida y dirigida por Quakenbush, el propio Kelso aparece en forma de stop-motion con Rudolph y Santa quienes lo animan a seguir viendo su programa.
- En diciembre de 2005, el show de George Lopez presentó un segmento animado en el que López ve una versión stop-motion de sí mismo en la televisión en un especial estilo Rudolph que refleja el tema del episodio navideño.
- En la película de animación stop-motion The Nightmare Before Christmas (1993), Jack busca en una versión de libro de Rudolph the Red Nosed Reindeer para encontrar una respuesta lógica para explicar la Navidad a los demás ciudadanos de Halloween Town. Más tarde, Zero, el perro fantasma, tiene una nariz de calabaza magníficamente brillante, que es lo suficientemente brillante como para atravesar la niebla que Sally ha evocado. Jack deja que Zero vaya a la cabeza de su equipo de renos esqueléticos y le ilumine el camino.
- Chel White, de Bent Image Lab, dirigió dos parodias que juega en Saturday Night Live de Robert Smigel en TV Funhouse:
  - En un episodio de TV Funhouse de 2001, Sam the Snowman se niega a narrar la historia debido a los ataques del 11 de septiembre de 2001. Luego lleva a dos niños a Zona Zero en la ciudad de Nueva York, pero Santa Claus lo convence de narrar la historia, porque la gente necesita historias reconfortantes como Rudolph, el reno de nariz roja. Sam decidió narrar la historia, pero fue interrumpido inmediatamente por un reportaje especial.
  - En 2004, TV Funhouse hizo referencia a la división entre los estados rojos y los estados azules. En el segmento, Santa se junta con las celebridades liberales Natalie Merchant, Margaret Cho, Al Franken y Moby mientras se salta los estados rojos ("al diablo con los estados rojos, votando por ese presidente idiota solo por esa mierda de valores morales. ¡No quiero parte de ellos! "). La nariz roja de Rudolph se vuelve azul.
- En 2004, para el 40 aniversario de Rudolph the Red-Nosed Reindeer, CBS produjo promociones en stop motion para su programación, realizadas al estilo de la animación de Rankin/Bass. Apareciendo como elfos en las promociones de CBS fueron versiones títeres de las estrellas de CBS Jeff Probst de Survivor, Ray Romano y Doris Roberts de Everybody Loves Raymond, William Petersen y Marg Helgenberger de CSI, Charlie Sheen de Two and a Half Men, Phil Simms y Greg Gumbel desde la NFL on CBS y el presentador de un programa de entrevistas nocturno, David Letterman. En 2005 también se emitió una nueva animación stop-motion con Rudolph y Santa conociendo a más estrellas de la cadena CBS.
- Mystery Science Theater 3000 hizo numerosas referencias al especial en sus abucheos de películas, como la línea de Rudolph "¡¡Soy lindo!! ¡¡Soy lindo !!¡¡¡Ella dijo que soy cuuuuuutte!!!". En el episodio 321, que se proyectó Santa Claus conquista a los marcianos, el elenco MST3K tenía sus propias ideas para posibles residentes en la isla de los juguetes perdidos incluyendo Tostadora muñecas, Patrick Swayze Roadhouse como el juego de mesa, el Easy-Bake Oven (Horno de horneado fácil), y a Mr. Potato Head (Señor Cara de Papa).

### Usos en publicidad
- En 1964, Rankin & Bass produjo varios comerciales para la transmisión patrocinada por General Electric.
- En noviembre de 2007, la compañía de seguros Aflac lanzó un comercial que presentaba a Rudolph, que tiene un resfriado pero no quiere faltar al trabajo. Todos sus amigos dicen que no podrá pagar sus gastos. Santa luego les habla de Aflac. Charlie se pregunta qué pasará si Rudolph no mejora para Navidad, pero Rudolph cree que el pato Aflac puede hacer el trabajo. Rudolph mejora en una semana, pero Blitzen está enfermo, por lo que el pato Aflac lo reemplaza.
- En 2009, Verizon comenzó a mostrar un comercial de Misfit Toys con un teléfono de AT&T. Los personajes se preguntan por qué está ahí con todas sus funciones, pero pronto descubren por qué, cuando el teléfono muestra un mapa de dónde tiene cobertura 3G. (Campaña publicitaria de Verizon promociona su cobertura mucho más amplia en comparación con el 3G de AT&T.) Las respuestas de avión de juguete: "Usted va a caber justo en aquí!" y cae al suelo riendo.
- A partir de 2011, ha habido varios comerciales de Bing.com, filmados con el mismo estilo stop-motion que el especial, que presentan varios personajes, incluidos Rudolph, Yukon Cornelius, Hermey, Bumble y Misfit Toys.
- Un comercial de 2012 para Windows Phone presenta a Bumble the Abominable Snowman (con toda su dentadura), citas rápidas y consejos de amigos a través de Live Tiles. Un seguimiento presenta a Bumble en la fiesta en la piscina de Santa's North Pole, y Santa usando Live Tiles en su nuevo Windows Phone para ayudarlo a dar a sus elfos las directivas de producción de juguetes de la temporada navideña.
- Un comercial de 2013 para Nissan muestra a una mujer en un concesionario entrando brevemente en una fantasía, en la que los Elfos de Santa, incluidos Boss Elf y Hermey, han ampliado su línea de fabricación para incluir automóviles Nissan. Además, el Bumble hace una prueba de aparición conduciendo a uno con su obvia aprobación.
- CBS celebró el 50 aniversario del especial en 2014 con Rudolph y Sam the Snowman celebrando con miembros del elenco de The Big Bang Theory y NCIS mientras pasaban por sus estudios.
- En 2014, el Servicio Postal de Estados Unidos utilizó cuatro caracteres (Rudolph, Hermey, Yukon Cornelius y Bumble) para la edición de sellos "Contemporary Christmas" del año.
- En 2015, los personajes de Rudolph comenzaron a aparecer en comerciales de AT&T con una versión stop-motion de la voz del personaje Lily Adams.

### Otras referencias
- La comedia de acción en vivo de 2003 de Will Ferrell Elf rinde homenaje al especial de Rudolph con personajes de animación stop-motion similares que interactúan con actores en vivo. Los elfos también usan el mismo diseño distintivo de vestuario rojo, azul y verde con sombreros en forma de cono.
- En 2010, el sitio web de comedia CollegeHumor hizo un breve video de parodia llamado "Rudolph The Regular Reindeer", que muestra cómo habría sido el especial si Rudolph tuviera una nariz normal.
- En la serie de ciencia ficción/comedia The Orville, durante el episodio de 2017 "About a Girl", el personaje de Bortus es mostrado a Rudolph por otros miembros del equipo para hacerle reconsiderar sus planes de arreglar una cirugía de reasignación de género para su hija recién nacida. (La especie de Bortus, los Moclans, son una especie de un solo género que estadísticamente produce solo una hembra cada setenta y cinco años, y las hembras no tienen lugar en su sociedad) Rudolph le demuestra a Bortus cómo las personas poco convencionales pueden lograr grandes cosas, aunque Bortus malinterpreta con humor parte de la historia de la película sugiere que el padre de Rudolph pudo haber considerado la eutanasia de su hijo como una anomalía.

## Nota
1. ↑  Ninguna de las grabaciones de la banda sonora se lanzó como single. El lanzamiento del sencillo de Ives en 1964 de "A Holly Jolly Christmas", a pesar de haber sido lanzado casi al mismo tiempo que la banda sonora, fue una nueva grabación; el que comúnmente se escucha hoy.